# Campanula carpatica
Campanule des Carpates, Campanule des Carpathes
Espèce
Répartition géographique
Campanula carpatica, de noms commun Campanule des Carpates (aussi orthographié Carpathes) est une espèce de plantes à fleurs herbacée, vivace ou bisannuelle, du genre Campanula et de la famille des Campanulaceae.

## Description

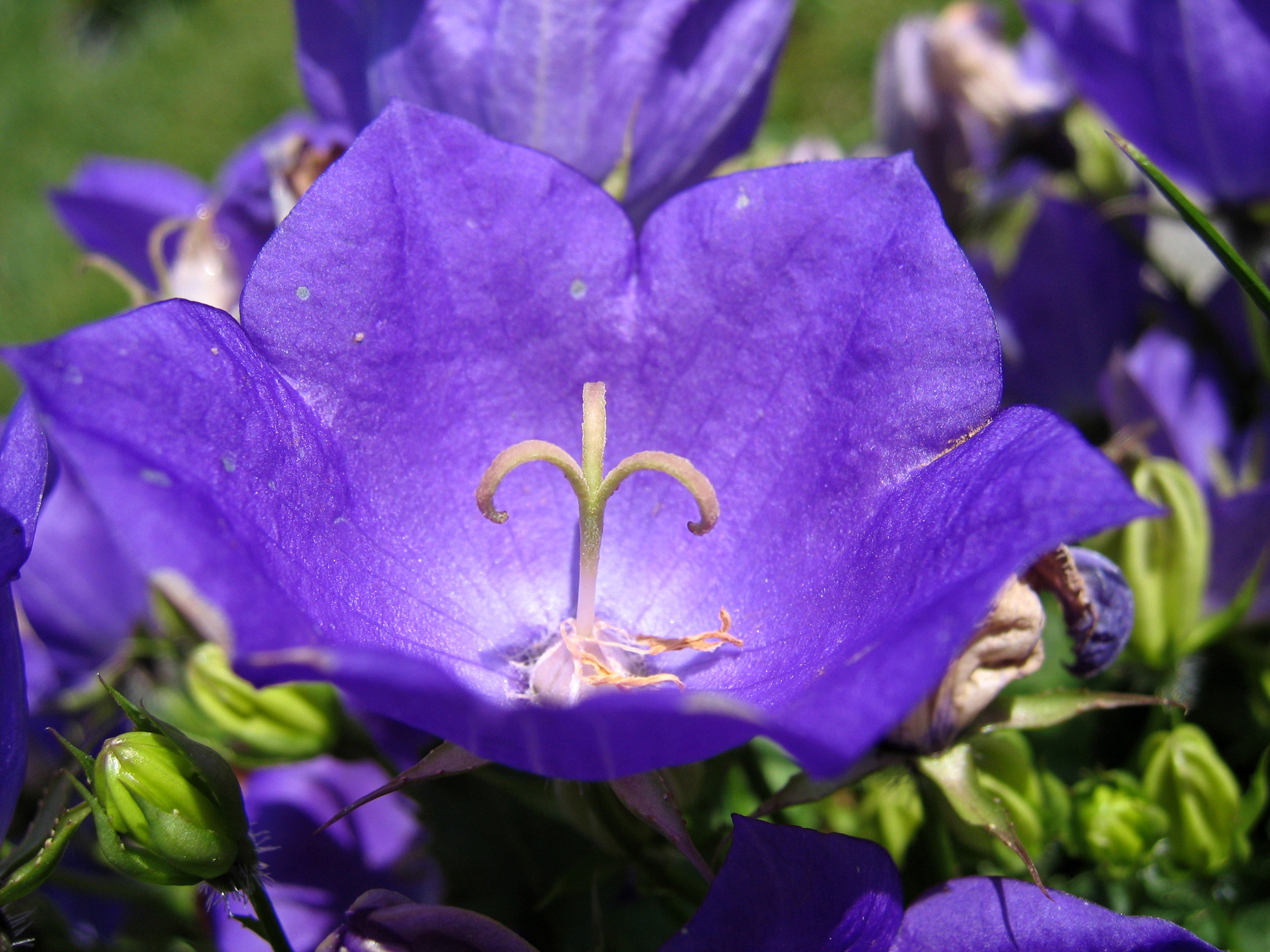
Détail de la fleur.

C'est une plante formant des touffes basses de 20 à 30 cm, à nombreuses tiges frêles portant à leur base des feuilles en forme de cœur et, à leur sommet, de larges fleurs en cloches évasées, groupées en grappes en mai-juin et souvent jusqu’en août.

## Habitat et répartition
L'espèce est originaire d'Europe centrale, présente à l'état sauvage en Pologne, République tchèque, Slovaquie, Hongrie, Ukraine, Roumanie, Serbie et Croatie. Elle pousse dans les forêts et sur les rochers des Carpates septentrionales et orientales, jusqu'à une altitude de 2 500 m.

## Utilisations

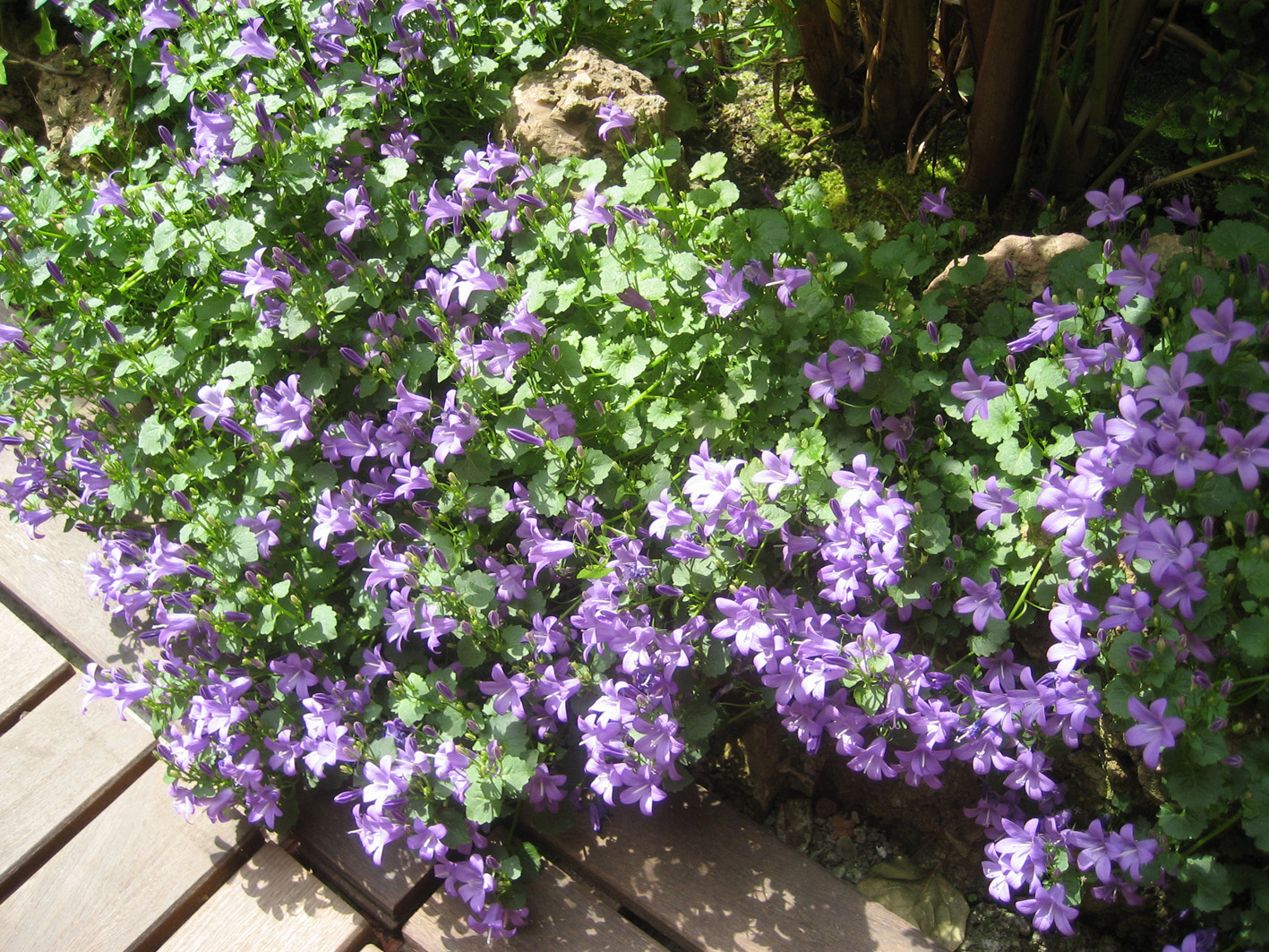
Campanule des Carpates cultivée.

L'espèce est une plante ornementale, plantée pour ses fleurs décoratives.

## Taxonomie
L'espèce a été nommé en premier par le botaniste néerlandais Nikolaus Joseph von Jacquin en 1771. Philipp Johann Ferdinand Schur lui a attribué plusieurs variétés qui ne sont pas reconnues aujourd'hui et sont classées comme synonymes de Campanula carpatica.

### Étymologie
Campanula signifie « clochette » et carpatica signifie « des Carpates ».

### Synonymes
Voici la liste des synonymes de Campanula carpatica :
- Campanula carpatica f. dasycarpa (Schur) Tacik
- Campanula carpatica var. dasycarpa Schur
- Campanula carpatica var. grandiflora Schur
- Campanula carpatica var. hemisphaerica Schur
- Campanula carpatica var. hendersonii
- Campanula carpatica var. oreophila Schur
- Campanula carpatica var. pelviformis
- Campanula carpatica f. subpilosa (Schur) Tacik
- Campanula carpatica var. subpilosa Schur
- Campanula carpatica var. turbinata (Schott, Nyman & Kotschy)
- Campanula carpatica subsp. turbinata (Schott, Nyman & Kotschy) Nyman
- Campanula cordifolia Vuk., nom. superfl.
- Campanula dasycarpa Schur, nom. illeg.
- Campanula hendersonii
- Campanula oreophila Schur
- Campanula turbinata Schott, Nyman & Kotschy
- Campanula turbinata f. alba Voss
- Campanula turbinata f. lilacina Voss
- Campanula turbinata f. pelviformis Voss
- Neocodon carpaticus (Jacq.) Kolak. & Serdyuk.